# قمم التوأم (سان فرانسيسكو)
قمم التوأم (بالإنجليزية: Twin Peaks)‏، هما تلال بارزة تقع قرب المركز الجغرافي لمدينة سان فرانسيسكو في ولاية كاليفورنيا الأمريكية، يبلغ ارتفاعها حوالي 282 متر (925 قدم)، أقل بمتر واحد عن قمة ديفيدسون أعلى نقطة في المدينة.

## الموقع والمناخ
قمم التوأم الشمالية والجنوبية، أيضاً تُعرف باسم «يوريكا» و«نوي» على التوالي، ويبعد بين القمتين مسافة حوالي 200 متر. تشكل القمم انقسام للضباب الساحلي الصيفي الآتي من المحيط الهادئ. غالباً ماتحصل المنحدرات المواجهة للغرب على الضباب والرياح القوية، بينما المنحدرات المواجهة للشرق تتلقى مزيداً من أشعة الشمس والدفء. تكون تربتها ناعمة ورملية مما يجعلها عرضة لعوامل الحت والتعرية.